# Victor Laz
Victor Laz, född 29 juni 1996 i Ronneby, är en svensk ishockeyspelare som spelar för Skellefteå AIK i SHL. Laz moderklubb är Kallinge/Ronneby IF. Som junior spelade han med Rögle BK och fick prova på enstaka matcher i Svenska Hockeyligan och Hockeyallsvenskan. Till säsongen 2017/18 skrev Laz kontrakt med Tingsryds AIF för spel i Hockeyallsvenskan. Sedan dess har han spelat med Kristianstads IK, KRIF Hockey i Hockeyettan. Säsongen 2021/22 skrev Laz kontrakt med Kalmar HC i Hockeyettan, där han en säsong senare spelade upp de till Allsvenskan.

## Klubbar (i urval)
- Rögle BK J20, Superelit (2013/2014 – 2015/2016)
- Rögle BK, SHL (2015/2016)
- Tingsryds AIF J20, Superelit (2017/2018)
- Tingsryds AIF, Allsvenskan (2017/2018)
- Kallinge/Ronneby IF, Hockeyettan (2017/2018) (lån)
- Kristianstads IK, Hockeyettan (2018/2019)
- Kallinge/Ronneby IF, Hockeyettan (2019/2020)
- KRIF Hockey, Hockeyettan (2020/2021)
- Kalmar HC, Hockeyettan / Allsvenskan (2021/2022 – 2024/2025)
- Skellefteå AIK, SHL (2025/2026 –)